# 砂拉越日

砂拉越于1963年自治前使用的旗帜

砂拉越日  定于每年的7月22日，受到砂拉越政府及砂拉越人民的广泛重视。

## 背景
1841年，文莱帝国授予砂拉越王国独立的地位，自1888年，其被英国保护。 然而，在那个时候，砂拉越并未获得“完全独立” 第二次世界大战结束后，其领土被英国军事管制区接管，且在1946年成为了英殖民地。领土转移给殖民政府引起了砂拉越人民的不满，人民期望能够获得独立，开展了反割让运动。1949年，英国第二任驻砂总督被马来年轻老师罗斯里多比暗杀。总督继任者为安东尼·阿贝尔，是科博德委员会的成员之一。
砂拉越是于1963年7月22日获得“自治权”的，且以砂拉越将会在同年9月16日共组马来西亚为前提。砂拉越自治前的最后一名英籍总督是亚历山大·瓦德欧，而首名砂拉越人首席部长由英殖民政府任命，为史蒂芬·加隆·寧甘。

## 延伸阅读
- 砂拉越英殖民时期总督及州首席部长名单列表